# Nematopsis maraisi
Nematopsis maraisi is een soort in de taxonomische indeling van de Myxozoa, een stam van microscopische parasitaire dieren. Het organisme komt uit het geslacht Nematopsis en behoort tot de familie Porosporidae. Nematopsis maraisi werd in 1911 ontdekt door Léger & Dubosq.